# András Kovács
András Kovács (ur. 20 czerwca 1925 w Chidei w Rumunii, zm. 11 marca 2017 w Budapeszcie) – węgierski reżyser i scenarzysta filmowy.

## Życiorys
Był twórcą filmów dokumentalnych w stylu zbliżonym do cinéma-vérité oraz filmów fabularnych o wydarzeniach z II wojny światowej na Węgrzech, m.in. Zimne dni (1966) i Niedziela październikowa (1979). Tworzył również filmy o współczesnej problematyce, m.in. Ściany (1967), Sztafeta (1970), Gospodarz stadniny (1978, według I. Galla, będącej analizą lat 50. na Węgrzech) i Czerwona hrabina (1984, według pamiętników, listów i ustnych relacji M. Károlyiego).
Zasiadał w jury konkursu głównego na 29. MFF w Cannes (1976).